# アルコグランデ
株式会社アルコグランデは、埼玉県さいたま市浦和区にある広告代理店及び芸能プロダクションである。
主に埼玉に特化したプロデュース及びマネージメントを得意としている。

## 沿革
2006年に個人事業として栗原真弓（通称名 木原真弓）が屋号「アルコグランデ」として開業し、2012年に株式会社アルコグランデとして法人登記をした。

## 概要
広告代理店及び芸能プロダクションの他、埼玉県庁敷地内で「コバトンカフェ」というイタリアンレストランの経営、埼玉県のマスコット「コバトン」公式グッズの企画・製造・卸・小売り(コバトン屋の運営)の業務委託を受けている。埼玉県内外の市町村や団体のキャラクターグッズは40キャラクター程の実績がある。

## 演劇事業
2018年には、舞台「永遠の一秒　埼玉公演」を【彩の国さいたま芸術劇場】で演劇舞台の初プロデュースにして平日の3日間での5公演を大成功に導き、翌年2019年のゴールデンウィークにも同じ演目で5日間・10公演を成功させている。
その功績が認められ、2020年からは「吉川市演劇プロジェクト」のプロデューサーとしても起用されている。
2021年10月14日～16日【彩の国さいたま芸術劇場】で舞台「We Are Fire Fighters ～故郷に想いを馳せて～」を上演する。
演劇事業は、埼玉県の文化振興事業に寄与することを目的とし、毎回「埼玉県」「さいたま市」「三原観光協会（広島県）」「蓮田市」「埼玉県芸術文化振興財団」「テレビ埼玉」「FM Nack5」「FM REDSWAVE」「埼玉新聞社」などが後援についている。

## 音楽イベント
2021年3月6日には、コロナ禍ではあったが、新しい生活様式を取り入れながら埼玉会館・大ホールで「浦和ロックシティ再始動！！」というロックイベントを主催している。
「浦和ロックシティ再始動！！」は、1970年代から80年代初め頃に〝浦和ロックシティ″と呼ばれた、古き良き時代の再現をした。当時のアマチュアバンドは、浦和での活動をきっかけにプロへとなったミュージシャンが大勢おり、その代表格に、レベッカやRED WARRIOSで活躍した「木暮shake武彦」や「ダイヤモンド✡ユカイ」、BOOWYのドラム「高橋まこと」、THE YELLOW MONKEYの「HEESEY」、「NOKKO」などがいる。
2021年3月6日には、その想いに賛同したレジェンドミュージシャンが多数出演し話題になった。
「埼玉県」「さいたま市」「埼玉県芸術文化振興財団」「テレビ埼玉」「FM Nack5」「FM REDSWAVE」「埼玉新聞社」が後援についた。
■「浦和ロックシティ再始動！！」出演アーティスト
- ダイアモンド✡ユカイ（RED WARRIORS）
- 木暮"shake"武彦（RED WARRIORS）
- 高橋まこと（ex.BOØWY）
- 長沢ヒロ（安全バンド）
- 中村哲（安全バンド）
- 森園勝敏（四人囃子）
- 岡井大二（四人囃子）
- 金子マリ（ex.スモーキー・メディスン）
- 菅原弘明
- ホッピー神山
- 湊雅史
- 三国義貴
- フジタヨシコ
- 高橋喜一（サブラベルズ）
- 矢口早苗（ペドロアンドカプリシャス）
- 森永淳哉（ex.passengers）
- 寺沢功一（BLIZARD・SLY）
- 川本“RYU”隆介
- 岡田“OKAHIRO”弘
- 阿川“RYO”亮一
- 大内“MAD”貴雅（ex.アンセム）
- 津田宏
- 大金晴哉
- 佐々木英太
- 小嶋健一
- 山口かずゆき
- 岸本道弘
- 佐伯啓介

## 所属アーティスト
- エコうたユニット「にゃんたぶぅ」
- 俳優　森田桂介 wikipedia
- TABoo

## 連携アーティスト
- 歌手・タレント　和田琢磨
- 声優・タレント　並木のり子
- 木暮shake武彦
- 女優・タレント　村田綾
- あらい太朗
- さいたまんぞう
- 三遊亭楽生